# Fehérsávos éticsiga
A fehérsávos éticsiga (Helix lucorum) Európában és Kisázsiában honos, a tüdőscsigákhoz tartozó szárazföldi csigafaj.

## Külseje
Hasonlít a közismert éticsigára, de valamivel nagyobb, a háza szélessége 45–55 mm, magassága 30–60 mm. A csigaház 5-6 kanyarulatból áll, az utolsó kanyarulatok gyorsan tágulnak. Köldöke szűk, az ajakperem részben elfedi. Az éti csigától leginkább a ház színe különbözteti meg, a fehéres alapszínen a kanyarulatok hosszában széles sötét vörösesbarna vagy világosbarna csíkok húzódnak. A ház felszíne a növekedési vonalakkal szabálytalanul rovátkolt. Az állat szürkéssárga, szürkésbarna, testét hossz- és keresztirányú mélyedések sora teszi ripacsossá. 

## Előfordulása és életmódja

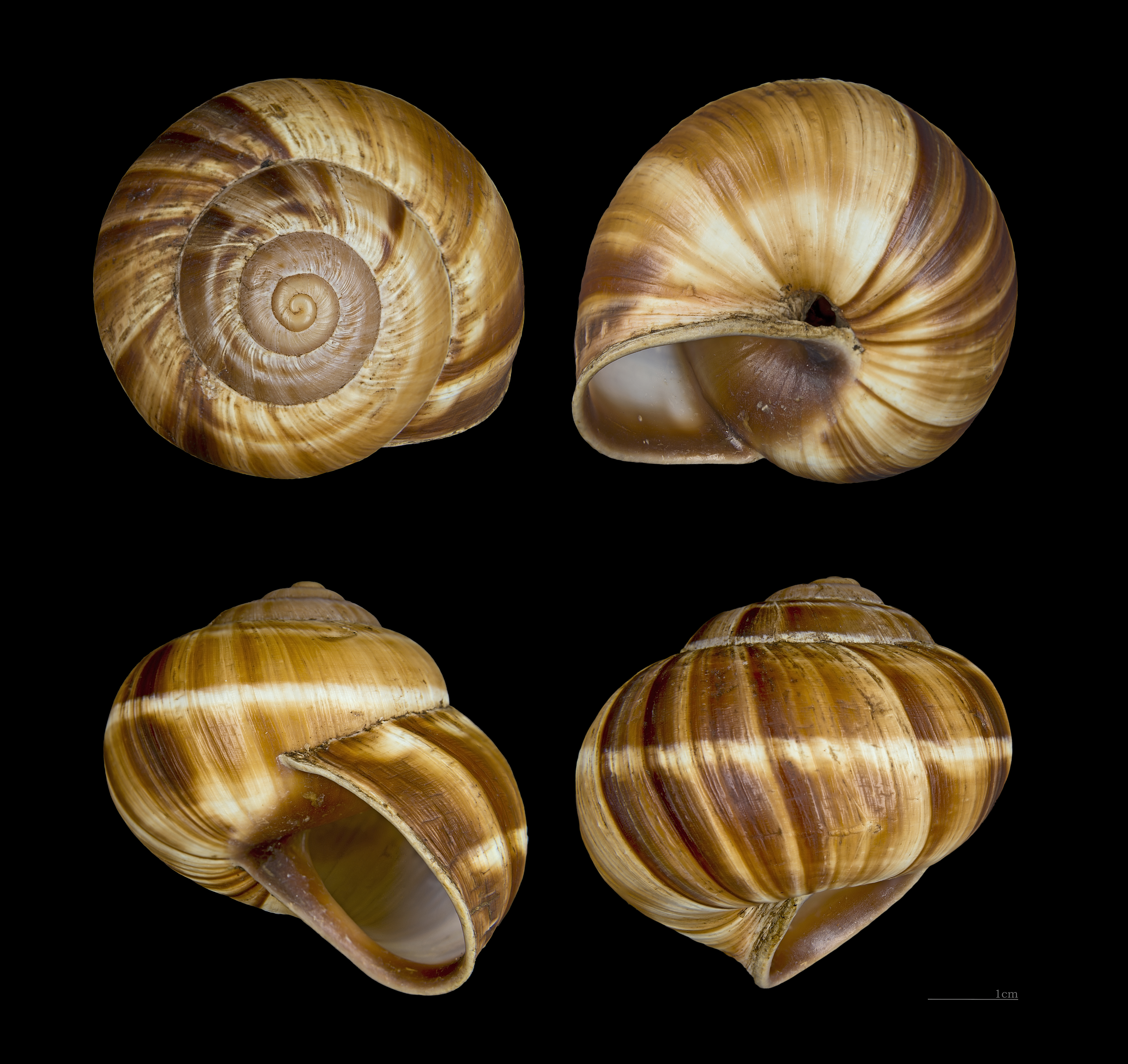
A fehérsávos éticsiga háza

A fehérsávos éticsiga eredetileg a Fekete-tenger környékén, a Balkánon és Törökország nyugati és középső részén volt honos. Angol és francia neve is "török csiga". Ma már Olaszországban, Dél-Franciaországban és Közép-Európában egészen Bécsig elterjedt. Az éti csiga után az étkezési célra forgalmazott második leggyakoribb csigafaj, évente kb 6000 tonnát adnak el belőle, amit teljes egészében a természetből gyűjtenek be. 
Magyarországon 1995 óta ismert, amikor Kaposvárra telepítettek be néhány példányt Bulgáriából. Egy másik stabil populáció a Duna–Ipoly Nemzeti Park igazgatósága budapesti székházának kertjében él. Innen már több helyre - Kecskemétre, Fótra, Gyöngyöshalászra - behurcolták, de ezek hosszú távú sorsa bizonytalan, a fehérsávos éticsiga nehezen viseli el a magyarországi téli időjárást.
A bokros, bozótos területeket kedveli, kertekben is előfordul. Többnyire éjszaka vagy eső után aktív. A Mediterráneumban gyakori hosszú nyári aszályt a földbe ásva vészeli át.
Magyarországon nem védett.

## Külső hivatkozások
- The Turkish Snail www.molluscs.at